# Salonica
Salonica, também conhecida como Tessalónica (português europeu) ou Tessalônica (português brasileiro) (em grego: Θεσσαλονίκη; romaniz.: Thessaloníki; lit. "vitória sobre os tessálios") é a segunda maior cidade da Grécia e a principal cidade da região grega da Macedônia. Em 2011, a população da região metropolitana era de 1 104 460, dos quais 788 952 na cidade propriamente dita e 325 182 no município.
O nome Salonica, mais comum antigamente e usado em vários idiomas europeus, deriva da variante Σαλονίκη (Saloníki) em grego koiné. Outras denominações historicamente importantes incluem  سلانيك, em turco otomano e Selânik, em turco moderno; Солун (Solun), nas línguas eslavas da região; Sãrunã em arromeno; Selanik em ladino.
O orago santo padroeiro da cidade é São Demétrio de Salonica e o seu santuário, a Igreja de São Demétrio (Hagios Demetrios), está classificado como Patrimônio Mundial da Humanidade pela UNESCO.

## História
A cidade foi construída por determinação de Cassandro, em 315 a.C., que lhe deu o nome da sua esposa, Tessalônica, meia-irmã de Alexandre Magno. Esta fora assim chamada por seu pai, Filipe II da Macedônia, por ter nascido no mesmo dia da vitória (em grego clássico: νίκη; romaniz.: níkē) dos macedônios sobre os tessálios.
Foi a capital de um dos quatro distritos romanos da Macedônia, governada pelo pretor Fabiano, a partir de 146 a.C. Em 388, a cidade foi palco do Massacre de Salonica, quando, por ordem do imperador Teodósio (r. 378–395), 7 000 pessoas foram chacinadas por se revoltarem contra o general Buterico e outras autoridades romanas.

### O cristianismo na cidade
Na sua segunda viagem missionária, o apóstolo Paulo pregou na sua sinagoga, lançando as bases de uma das mais marcantes igrejas da época, e destinou-lhe duas das suas epístolas. A animosidade contra Paulo, por parte dos judeus da cidade, levou-o a fugir para Bereia. Posteriormente, escreveu a Primeira Epístola aos Tessalonicenses e a Segunda Epístola aos Tessalonicenses.

## Domínio bizantino e veneziano
Desde que foi subtraída à Macedônia, Salonica fez parte do Império Romano e do Império Bizantino, até que Constantinopla foi conquistada na Quarta Cruzada, em 1204. A cidade tornou-se capital do Reino de Salonica, fundado pelos cruzados, até ser capturada pelo Despotado do Epiro, em 1224. É reconquistada pelo Império Bizantino em 1246, mas, sem capacidade para fazer frente às invasões do Império Otomano, o déspota bizantino Andrónico Paleólogo é forçado a vendê-la a Veneza, que a manteve até 1430.

### Domínio otomano

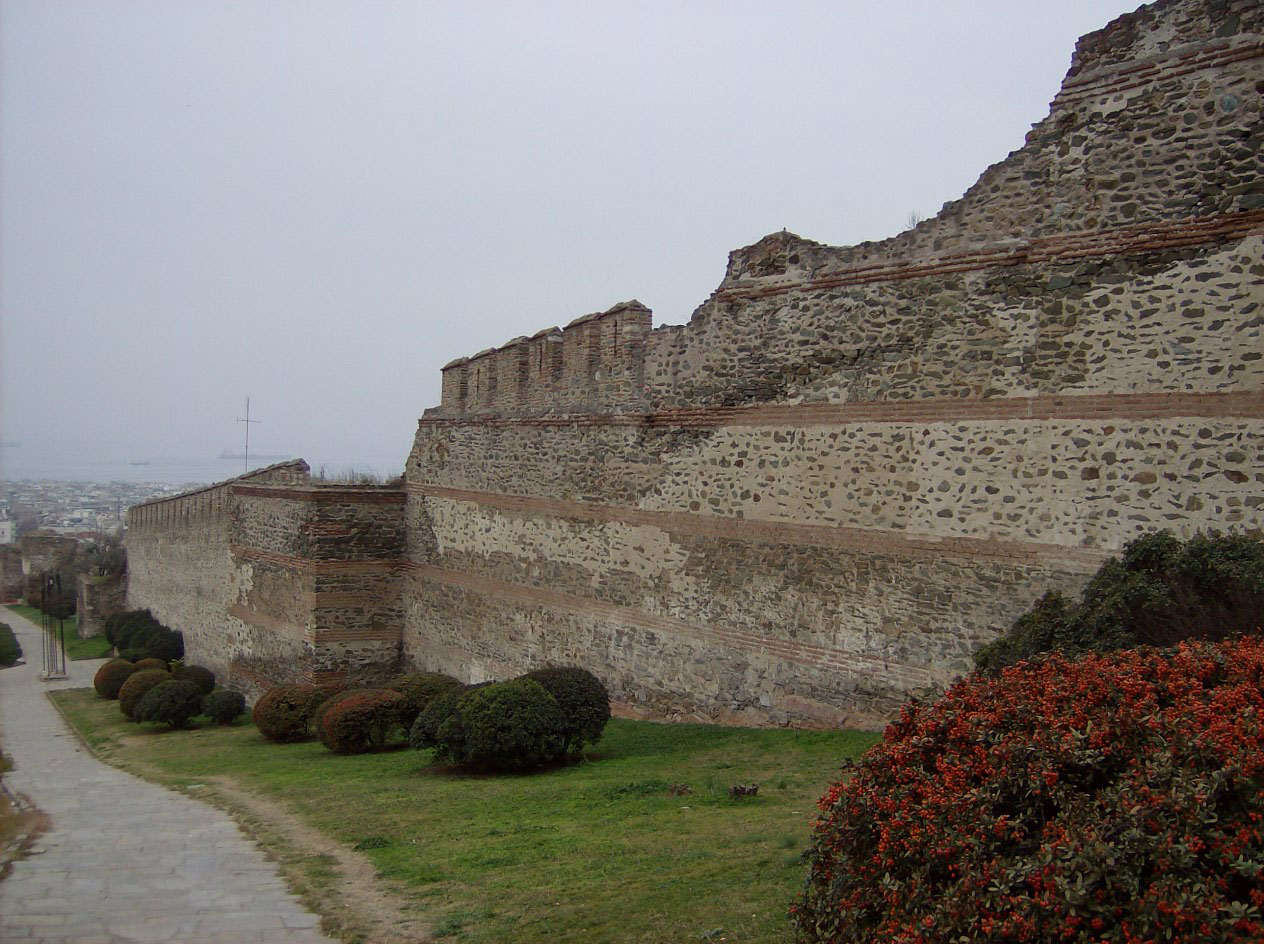
Muralhas bizantinas

Sob domínio do Império Otomano até 1912, a cidade distinguia-se pela sua população maioritariamente judaica de origem sefardita, em consequência da expulsão dos judeus da Espanha depois de 1492 (havia também alguns judeus romaniotas). A língua mais usada na cidade era o ladino (língua derivada castelhano) e o dia de descanso oficial da cidade era o sábado.

### Domínio grego moderno
Salonica foi o principal "prêmio" da primeira Guerra dos Bálcãs em 1912, quando se tornou parte da Grécia. Durante a Primeira Guerra Mundial, um governo provisório foi ali estabelecido e dirigido por Elefthérios Venizélos. Este governo tornou-se aliado dos britânicos e franceses, contra a vontade do rei, que era favorável à neutralidade da Grécia. A maior parte da cidade foi destruída por um incêndio de origem desconhecida (provavelmente um acidente), em 1917. O fogo teve como consequência a diminuição para metade da população judia que emigrou depois de verem as suas casas e seus meios de subsistência destruídos. Muitos foram para a Palestina. Alguns foram no Expresso do Oriente para Paris. Ainda outros foram para a América.
Seguindo a derrota do exército grego que invadiu a Ásia Menor, gregos exilados de Esmirna e de outras áreas da Turquia moderna chegaram a Salonica em 1922 e influenciaram a cultura da cidade. Elefthérios Venizélos proibiu a reconstrução do centro da cidade até que um projeto de modernização da cidade estivesse pronto. Apesar dos esforços gregos, quase todos os habitantes judeus da cidade foram assassinados no Holocausto durante a ocupação alemã, entre 1941 e 1944.
Atualmente é uma cidade universitária, base da OTAN e um importante centro industrial, com refinarias de petróleo, fábricas de maquinaria, têxteis e tabaco.

## Monumentos e outros lugares de interesse

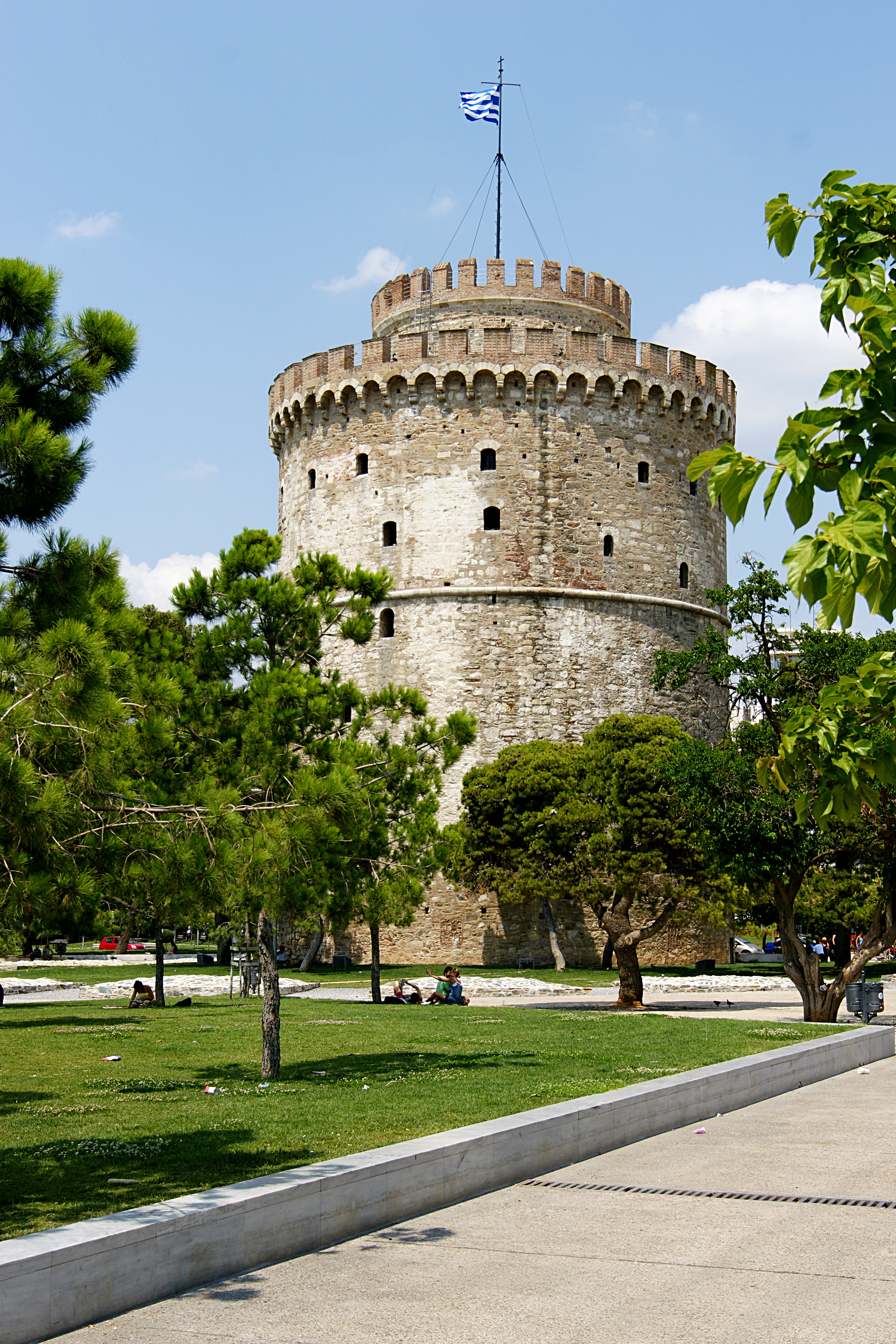
Torre Branca

Um marco e um símbolo bem conhecido em Salonica é a Torre Branca (em grego: Λευκός Πύργος).
Outros monumentos notáveis são o Arco de Galério, a igreja de São Demétrio e os extensos muros da cidade. O Museu Arqueológico guarda um rico acervo que abrange desde a Pré-história até o período romano. A cidade tem bonitas praças com muitos bares, como a Praça Aristóteles, a Praça Santa Sofia, a Praça Nea Panagia e a Praça Navarino.